# Isopedella tindalei
Isopedella tindalei är en spindelart som beskrevs av Hirst 1993. Isopedella tindalei ingår i släktet Isopedella och familjen jättekrabbspindlar. Inga underarter finns listade i Catalogue of Life.